# Gerhard Hüneke
Gerhard Hüneke (* 1936 in Geringswalde) ist ein deutscher Metallgestalter.

## Leben und Werk
Hüneke absolvierte bei seinem Großvater eine Lehre als Silberschmied und Gürtler. Er studierte dann bis 1960 in Halle/Saale bei Karl Müller, Lili Schultz und Joachim Fitzermann (* 1915) am Institut für künstlerische Werkgestaltung, Burg Giebichenstein. Er schloss als Diplom-Formgestalter ab. 1961/1962 arbeitete er in Halle als freischaffender Metallgestalter. Daneben hatte er von 1961 bis 1962 eine Aspirantur im Fachbereich Metallgestaltung des Instituts bei Funkat. 1963/64 war der künstlerisch-wissenschaftlicher Mitarbeiter und dann bis 1972 Oberassistent. 1961 erwarb er den Meistertitel als Gürtler.
Ab 1972 arbeitete Hüneke in Halle freiberuflich als Metallgestalter. Er war bis 1990 Mitglied des Verband Bildender Künstler der DDR und in der DDR und in Bulgarien, der CSSR und der UdSSR auf Ausstellungen vertreten, u. a. 1962/63, 1967/68 und 1972/73 auf der Fünften und VI. Deutschen Kunstausstellung und der VII. Kunstausstellung der DDR in Dresden. 1966 hatte er im Museum Schloss Bernburg eine Einzelausstellung mit Willi Sitte.
Arbeiten Hünekes befinden sich u. a. im Grassimuseum für Angewandte Kunst, Leipzig.

## Werke (Auswahl)
- Eingangstür des Hotels „Weißer Hirsch“ in Wernigerode (Kupferblech, getrieben, Türblätter in Holz)[1]
- Brunnen mit Fisch als Wasserspeier (1965, Kupfer, getrieben, mit Email; damals in Halle, Speisesaal des Interhotels Stadt Halle; mit Karl-Heinz Trautmann)[2]
- Kasten (Ehrengabe, Silber montiert, Vorder- und Rückseiten getrieben, Seitenteile emailliert, Breite 30 cm)[3]
- Leuchter (Silber mit Opalen)[4]

## Ausstellungen nach der deutschen Wiedervereinigung (mutmaßlich unvollständig)
- 1993: Halle, Staatliche Galerie Moritzburg, und Karlsruhe, Badisches Landesmuseum („Burg Giebichenstein. Die hallesche Kunstschule von den Anfängen bis zur Gegenwart“)